# Goxhill
Goxhill is een civil parish in het bestuurlijke gebied North Lincolnshire, in het Engelse graafschap Lincolnshire met 2290 inwoners.